# Университет Ивате
Университет Ивате (яп. 岩手大学 иватэ дайгаку) — японский университет, расположен в городе Мориока, префектура Ивате.

## История
Основан в 1876 году как яп.  Мориокское педагогическое училище (яп. 盛岡師範学校 мориока сихан гакко̄). В 1949 году, во время проведения образовательной реформы на основе училища был создан современный университет. В 1977 году в нём появился факультет гуманитарных и общественных наук.
В университете есть центр по археологическим исследованиям города Хираидзуми, бывшего в XI—XII веках столицей феодалов из рода Северных Фудзивара.

## Факультеты
- Факультет гуманитарных и общественных наук (яп. 人文社会科学部)
- Педагогический факультет (яп. 教育学部)
- Инженерно-технический факультет (яп. 工学部)
- Аграрный факультет (яп. 農学部)

## Аспирантура
- Гуманитарно-социологическая аспирантура (яп. 人文社会科学研究科)
- Педагогическая аспирантура (яп. 教育学研究科)
- Инженерно-техническая аспирантура (яп. 工学研究科)
- Ветеринарная аспирантура (яп. 連合農学研究科)
- Объединённая агрономическая аспирантура (яп. 連合農学研究科)

## Известные выпускники
- Кэндзи Миядзава — японский поэт и писатель